# Canenx-et-Réaut
Canenx-et-Réaut ist eine französische Gemeinde mit 172 Einwohnern (Stand 1. Januar 2022) im Département Landes in der Region Nouvelle-Aquitaine (vor 2016: Aquitanien). Sie gehört zum Arrondissement Mont-de-Marsan und zum Kanton Haute Lande Armagnac.
Der Name in der gascognischen Sprache lautet Canens Arriaub. Der Name Canens ist gotischen Ursprungs, während der Name Arriaub eine Ableitung von arriu aub (deutsch weißer Fluss) ist.
Die Einwohner werden Canenxois und Canenxoises genannt.

## Geographie
Canenx-et-Réaut liegt ca. 15 Kilometer nördlich von Mont-de-Marsan im größten Waldgebiet Frankreichs, den Landes de Gascogne, in der historischen Provinz Gascogne.
Umgeben wird Canenx-et-Réaut von den Nachbargemeinden:
| Brocas             | Maillères                                   |                      |
| Cère               | Kompassrose, die auf Nachbargemeinden zeigt | Lucbardez-et-Bargues |
| Uchacq-et-Parentis | Saint-Avit                                  |                      |

Canenx-et-Réaut liegt im Einzugsgebiet des Flusses Adour.
Die Douze durchquert das Gebiet der Gemeinde ebenso wie ihre Nebenflüsse, der Ruisseau de Séougues und der Ruisseau de Broustet, der überdies in Canenx-et-Réaut entspringt. Außerdem entspringt der Ruisseau de Barbe, ein Nebenfluss des Estrigon, in Canenx-et-Réaut.

## Geschichte
Die Westgoten eroberten Aquitanien und ließen sich bis zum 6. Jahrhundert nieder. Canenx war in dieser Zeit zweifellos von ihnen besetzt. Das Dorf hat sich in der Folgezeit rund um eine Burg hoch über dem Tal der Douze entwickelt. François de Lassalle, Generalleutnant von Marsan, kaufte im Jahre 1642 die Grundherrschaft über die Lehen Canenx und Cachen von den Klarissen aus Mont-de-Marsan, 1643 wurde er Mitgrundherr von Roquefort. Im Zuge der Neuordnung der Territorien zu Beginn der Französischen Revolution fusionierten die bislang getrennten Gemeinden Canenx und Réaut zur neuen Gemeinde Canenx-et-Réaut. Bis zum Zweiten Kaiserreich lebte die Gemeinde von der Rinderzucht. Dann entschied die Regierung, die Landes trockenzulegen und das Land zu bewirtschaften, indem Kiefern angepflanzt wurden. Dies ergab einen wirtschaftlichen Aufschwung der Region und veränderte die Landschaft grundlegend. Die Forstwirtschaft lieferte fortan Harz und Holz für die Pfeiler der Minen und der Eisenbahn. Es wurden sogar mobile Sägewerke in Canenx-et-Réaut eingesetzt.

### Einwohnerentwicklung
Nach Beginn der Aufzeichnungen stieg die Einwohnerzahl bis zur Mitte des 19. Jahrhunderts auf ein Niveau von rund 520, das bis zu Beginn des 20. Jahrhunderts gehalten wurde. In der Folgezeit sank die Größe der Gemeinde bei kurzen Erholungsphasen bis zu den 1980er Jahren auf rund 110 Einwohner, bevor eine Wachstumsphase einsetzte, die in jüngster Zeit wieder rückläufig ist.
| Jahr      | 1962 | 1968 | 1975 | 1982 | 1990 | 1999 | 2006 | 2010 | 2022 |
| --------- | ---- | ---- | ---- | ---- | ---- | ---- | ---- | ---- | ---- |
| Einwohner | 248  | 182  | 136  | 112  | 153  | 135  | 156  | 175  | 172  |

## Sehenswürdigkeiten

### PfarrkircheSaint-Saturninin Canenx

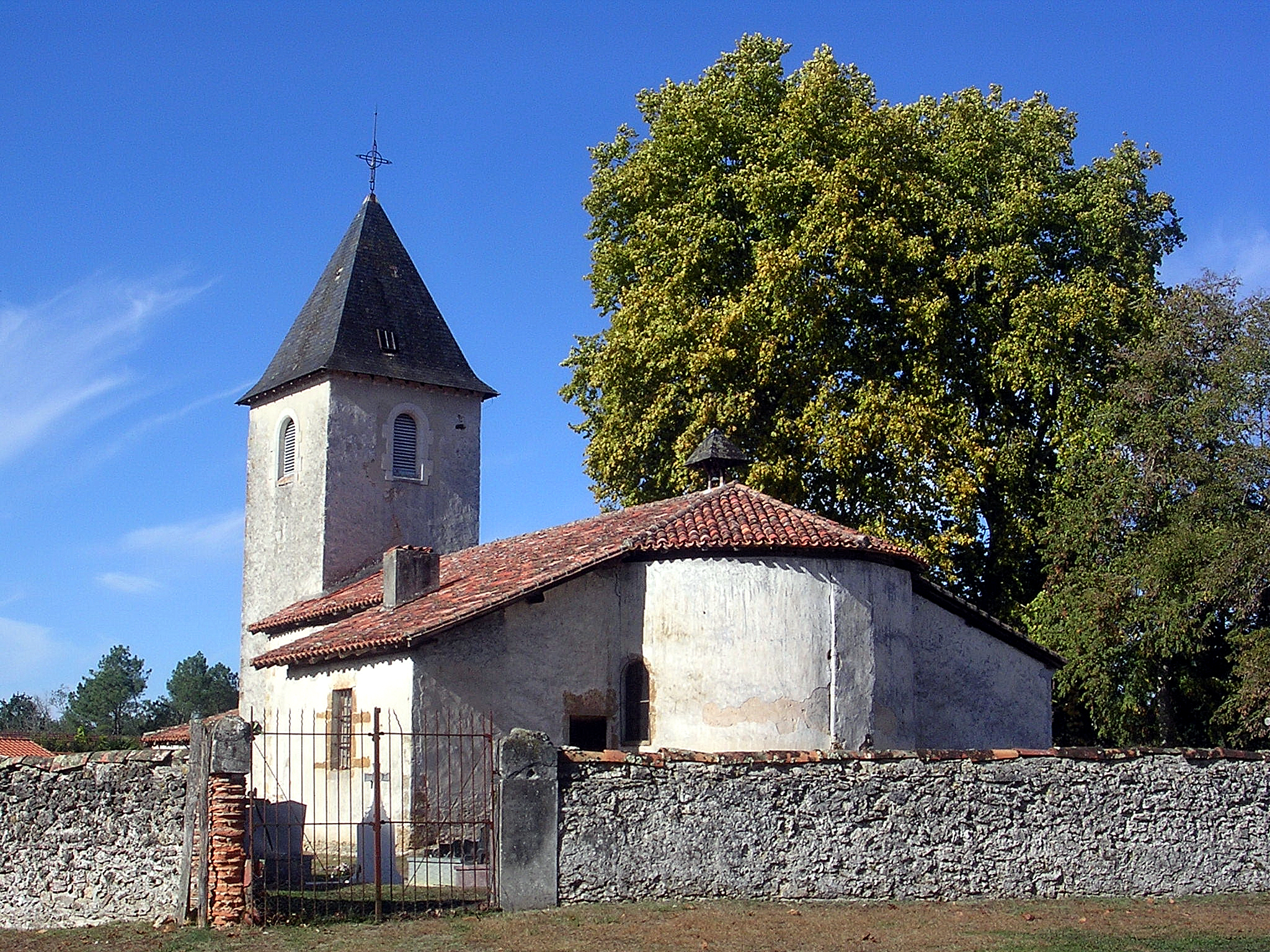
Pfarrkirche Saint-Saturnin in Canenx

Sie ist Saturninus von Toulouse gewidmet, dem ersten Bischof von Toulouse. Von der im 11. oder 12. Jahrhundert errichteten romanischen Kirche haben das Hauptschiff und vor allem die halbrunde Apsis mit kleinem, regelmäßigem Bruchstein die Jahrhunderte überdauert. Ursprünglich ließ ein schmales Fenster in dem Strebepfeiler der Längsachse Licht in den Chor. Das nördliche Seitenschiff und der Glockenturm sind in der gotischen Stilepoche, vermutlich im 15. Jahrhundert, hinzugefügt worden. Die kleine Vorhalle im Westen und die Sakristei sind moderne Zusätze, und die Fenster sind im 19. Jahrhundert vergrößert oder entstanden, möglicherweise im gleichen Zug wie die Restaurierung im Jahre 1856. Der Glockenturm ragt zwischen der kleinen Vorhalle und dem Langbau empor. Das Hauptschiff von drei Jochen Länge öffnet sich zum Seitenschiff derselben Länge über Rundbogenarkaden. Das Gebäude ist mit Ziegeln gedeckt mit Ausnahme des Turmhelms, dessen Zeltdach mit Schiefer gedeckt ist. Die Decke der beiden Kirchenschiffe ist eine Täfelung aus Gips.
Vier Glasfenster sind Werke des Glasmalers Louis-Victor Gesta aus Toulouse, entstanden in der zweiten Hälfte des 19. Jahrhunderts. Sie zeigen geometrische Motive, Vierpässe und Rauten, umgeben von polychromen Pflanzenrankwerken auf rotem oder blauem Hintergrund. Ein Medaillon auf dem oberen Bereich umrahmt ein symbolisches Motiv in einem goldenen Strahlenkranz:
- das Kreuz,
- das Herz Jesu,
- Kelch und Hostie und
- das Unbefleckte Herz Mariä.

Das erstgenannte Fenster wurde nach einer Restaurierung im Jahre 1980 seitenverkehrt wieder eingesetzt, und die bemalte Seite zeigt seitdem nach außen.
Die Kirche hat nur wenige Gegenstände aus der Zeit vor der Französischen Revolution bewahren können. Dazu gehören die Flügel und Säulen des Tabernakels aus dem späten 17. Jahrhundert und das Retabel des Hauptaltars aus den Jahren 1730–1750. Ein Satz Kelch und Hostienteller aus Silber aus der Zeit Ludwig XIV. wurde von einem Mitglied der Familie Lassalle nach 1642 gespendet. Er ist seit dem 24. Juni 2003 als Monument historique klassifiziert. Die Kanzel besitzt ein sachliches Dekor von Rauten und datiert aus dem späten 18. Jahrhundert oder aus dem frühen 19. Jahrhundert. Der Großteil der Innenausstattung wurde im Laufe des 19. Jahrhunderts erneuert. Diese und viele weitere Ausstattungsgegenstände sind als nationale Kulturgüter registriert.

### PfarrkircheSaint-Michelin Réaut

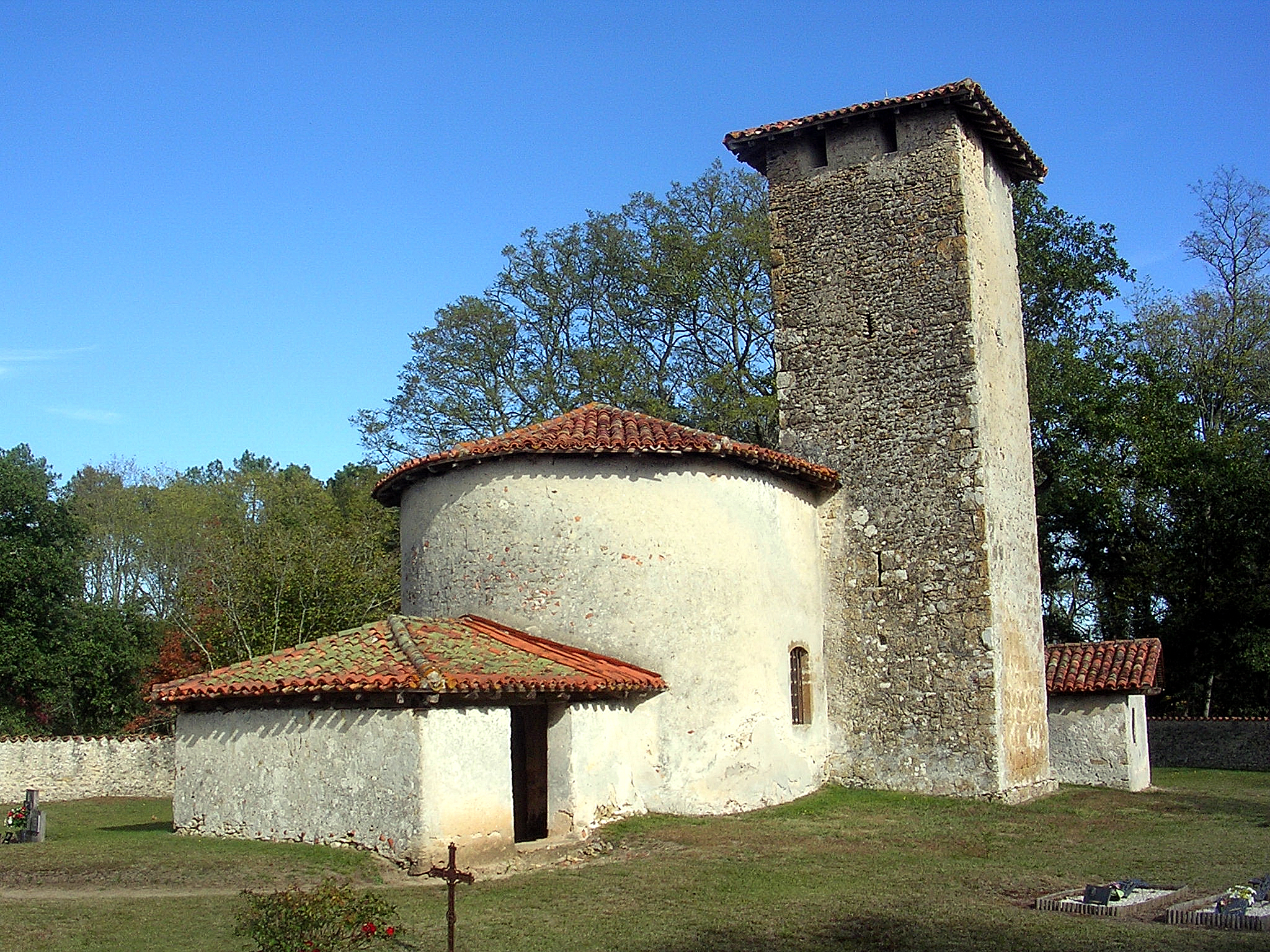
Pfarrkirche Saint-Michel in Réaut

Früher war sie Medardus von Noyon geweiht, heute dem Erzengel Michael. Sie war ursprünglich einem Hospital zugeordnet, das 1147 in den Aufzeichnungen erwähnt wurde und in der Folge dem Priorat von Bougue unterstand, das 1324 gegründet worden war. Die halbrunde Apsis aus kleinem, regelmäßigem Bruchstein stammt vermutlich aus dieser Zeit. Der halbrunde Grundriss des Langhauses könnte ein Indiz für einen Wechsel der Orientierung sein, wobei unklar ist, wann und aus welchem Grund er stattgefunden hat. Der Glockenturm, ebenfalls aus kleinem, regelmäßigem Mauerwerksverband, ist im 14. Jahrhundert errichtet oder umgestaltet. Zu dieser Zeit erhielt er seine Befestigung zum Zweck der militärischen Verteidigung. Vorhalle und Sakristei, die zu beiden Seiten der Apsis an die Kirche gebaut sind, sind Erweiterungen im 17. oder 18. Jahrhundert. Auf dem Schlussstein des westlichen Eingangs ist das Nomen sacrum IHS und eine beschädigte Jahreszahl eingraviert, die auf „..75“ endet und vermutlich „1675“ lautet.
Der Chor öffnet sich zum einschiffigen Langhaus über einen Triumphbogen, einem leicht abgeflachten Rundbogen. Die Basis des Kesselgewölbes wird durch ein abgerundetes Band betont. Die heutigen Ausstattungsgegenstände der Kirche sind nicht älter als die Mitte des 19. Jahrhunderts mit Ausnahme des Sitzes für den die Messe zelebrierenden Priester, der aus dem Ende des 17. oder aus dem 18. Jahrhundert datiert. Diese und weitere Ausstattungsgegenstände der Kirche sind als nationale Kulturgüter registriert.

## Wirtschaft und Infrastruktur

### Bildung
Die Gemeinde verfügt über eine öffentliche Grundschule mit 24 Schülerinnen und Schülern im Schuljahr 2017/2018.

### Sport und Freizeit
- Canenx-et-Réaut liegt im Regionalen Naturpark Landes de Gascogne.[11]

- Es gibt ein Pferdesportzentrum und Pony-Club „La Clotte“ in Canenx-et-Réaut mit Möglichkeiten von Reitschulung und Ausritten.

### Verkehr
Canenx-et-Réaut ist erreichbar über die Routes départementales 53, 392 und 651 (ehemalige Route nationale 651).